# Norrvikens tingslag
Norrvikens tingslag var mellan 1927 och 1970 ett tingslag i Göteborgs och Bohus län i Norrvikens domsaga. Tingsplatsen var i Strömstad.
Tingslaget omfattade Kville, Tanum, Bullaren och Vette härader.
Tingslaget bildades 1 januari 1927 av Vette tingslag och det häradsgemensamma Kville, Tanums och Bullarens tingslag. Tingslaget upplöstes 31 december 1970 då verksamheten överfördes till Strömstads tingsrätt.